# Georges Wilson
Georges Wilson (* 16. Oktober 1921 in Champigny-sur-Marne; † 3. Februar 2010 in Rambouillet) war ein französischer Schauspieler und Theaterregisseur. Er war von 1963 bis 1972 Direktor des Théâtre National Populaire und von 1978 bis 1995 künstlerischer Leiter des Théâtre de l’Œuvre in Paris.

## Leben und Wirken
Georges Wilson besuchte ab 1946 Kurse in der Klasse von Pierre Renoir an der Schauspielschule La Rue Blanche. Anschließend ging er mit diversen Theatern auf Tournee. 1947 wurde er Mitglied der Compagnie Grenier-Hussenot. 1952 spielte er am Studio des Champs Élysées in dem Stück „Le Village des Miracles“ von Gaston-Marie Martens in einer Inszenierung von Maurice Jacquemont und in Lorenzaccio von Alfred de Musset, inszeniert von Gérard Philipe. Im selben Jahr engagierte ihn Jean Vilar für das Théâtre national populaire (TNP). Seine erste Rolle unter Vilars Regie hatte er 1952 in dem Drama Der Prinz von Homburg von Heinrich von Kleist. 1958 hatte er am TNP sein Debüt als Theaterregisseur mit Die Schule der Frauen von Molière. 1963 wurde er der Nachfolger Vilars als Leiter des TNP. In den 20 Jahren am TNP hat er mehr als 50 Theaterstücke inszeniert und zwar sowohl Dramen aus dem klassischen europäischen Repertoire, wie Corneille, Molière, Shakespeare oder Tschechow, als auch zeitgenössische französische, englische und deutsche Autoren. Wilson brachte in Paris Stücke von Bertolt Brecht, Friedrich Dürrenmatt, Martin Walser oder Tancred Dorst auf die Bühne. 1982 inszenierte er an der Opéra de Paris Verdis Oper Falstaff. Seine letzte Regiearbeit am Theater war 2009 am Théâtre des Bouffes du Nord mit der französischen Erstaufführung von Thomas Bernhards Simplement compliqué (Einfach kompliziert) in einer Übersetzung von Michel Nebenzahl.
Zu den vielen Theaterproduktionen Wilsons zählt ein Auftritt in Die Katze auf dem heißen Blechdach von Tennessee Williams, für den er 2001 den französischen Theaterpreis Molière als bester Nebendarsteller gewann. Es war seine vierte Molière-Nominierung nach Je ne suis Rappaport (1988) und Eurydice von Jean Anouilh (1991, Regie und bester Nebendarsteller) mit Lambert Wilson und Sophie Marceau in den Hauptrollen. Einen seiner letzten Auftritte auf der Theaterbühne hatte er 2008 in der Rolle des Paulin am Théâtre des Bouffes du Nord in Jean Racines Tragödie Bérénice, mit Carole Bouquet in der Titelrolle und Lambert Wilson, der auch Regie führte, als Titus.
Ab 1957 bis zu seinem Lebensende lehrte er Schauspiel an der Theaterschule von Charles Dullin. Wilson galt in Frankreich als monstre sacré, als Theaterlegende.
Im Film hatte er seine erste größere Rolle 1954 als Binet in Claude Autant-Laras Stendhal-Verfilmung Rot und Schwarz (Le rouge et le noir). Philippe de Broca besetzte ihn 1960 als Gegenpart zum damaligen Sexsymbol Jean-Pierre Cassel in Wo bleibt da die Moral, mein Herr? Es folgten Opfergang einer Nonne (1960) mit Jeanne Moreau sowie die Rolle als Fernandels Gegenpart in Der Boß und sein Engel (1961). Seine wohl bedeutendste Rolle spielte Georges Wilson 1961 in Henri Colpis Noch nach Jahr und Tag mit Alida Valli. Gelegentlich war er auch in eher kommerziell angelegten Produktionen zu sehen, zum Beispiel als Alexandre Renaud in Der längste Tag, in Die schöne Isabella mit Sophia Loren und in Lucio Fulcis Beatrice Cenci.
In den 1970er Jahren sah man Wilson unter anderem als Michel Piccolis Chef in Das Mädchen und der Kommissar, als Monsieur de Treville in Richard Lesters Die drei Musketiere und als Lourceuil in Das wilde Schaf. Im deutschen Fernsehen spielte er in Fritz Umgelters Serie Die unfreiwilligen Reisen des Moritz August Benjowski. Eine seiner stärksten Rollen hatte Georges Wilson 1982, als die von ihm gespielte Figur in Pierre Schoendoerffers L’honneur d’un capitaine gegen einen Militäranwalt (Charles Denner) um die Ehre eines im Algerienkrieg Gefallenen (Jacques Perrin) kämpft, unterstützt von einer Anwältin (Claude Jade) und der Witwe des Toten (Nicole Garcia). Seinen letzten großen Film drehte Wilson unter der Regie von Fernando E. Solanas: in Tangos spielte er 1985 den Jean-Marie. 2005 trat er als Vater von Patrick Chesnais in Man muss mich nicht lieben vor die Kamera.
Wilsons Söhne sind der Saxophonist und Komponist Jean-Marie Willson (* 1952) sowie der Schauspieler und Sänger Lambert Wilson.

## Filmografie
- 1956: Guten Tag, Herr Doktor! (Bonjour toubib!)
- 1960: Opfergang einer Nonne (Le dialogue des Carmélites)
- 1960: Der Boß und sein Engel (Le Caïd)
- 1960: Wo bleibt die Moral, mein Herr? (Le Farceur)
- 1961: Noch nach Jahr und Tag (Une Aussi longue absence)
- 1961: Tim und Struppi und das Geheimnis um das goldene Vlies (Tintin et la mystère de la toison d’or)
- 1961: Zwei in einem Stiefel (Il federale)
- 1962: Der längste Tag (The Longest Day)
- 1962: Die vier Tage von Neapel (Le quattro giornate di Napoli)
- 1962: Der Teufel und die Zehn Gebote (Le Diable et les Dix Commandements)
- 1963: Rasthaus des Teufels (Chaire de poule)
- 1963: Die Nackte (La noia)
- 1964: Balduin, der Geldschrankknacker (Faites sauter la banque)
- 1964: Lucky Jo
- 1967: Der Fremde (Lo straniero)
- 1967: Schöne Isabella (C’era una volta…)
- 1969: Die Nackte und der Kardinal (Beatrice Cenci)
- 1971: Blanche
- 1971: Das Mädchen und der Kommissar (Max et les ferrailleurs)
- 1971: Das Verfahren ist eingestellt: Vergessen Sie’s (L’istruttoria è chiusa: dimentichi)
- 1972: Gewalt – die fünfte Macht im Staat (La violenza: quinto potere)
- 1972: Quäle nie ein Kind zum Scherz (Non si sevizia un paperino)
- 1973: Das wilde Schaf (Le mouton enragé)
- 1973: Die drei Musketiere (The Three Musketeers)
- 1974: Drei Chinesen in Paris (Les Chinois à Paris)
- 1974: Die Ohrfeige (La gifle)
- 1974: Spiel im Morgengrauen (La dernière carte)
- 1974: Die unfreiwilligen Reisen des Moritz August Benjowski
- 1974: Zeit des Friedens (L’eta della pace)
- 1976: Könige sterben einsam (Le jeune homme et le lion, Fernseh-Vierteiler)
- 1976: Die Brüder
- 1977: Ein verrücktes Huhn (Tendre poulet)
- 1978: Drei schräge Vögel (Les Ringard)
- 1980: Asphalt (Asphalte)
- 1980: The Mad Mustangs (Le Bar du teléphone)
- 1981: Bruder Martin (Frère Martin)
- 1981: Die nackte Frau (Nudo di donna)
- 1982: Die Kartause von Parma (La Certosa Di Parma, Fernseh-Sechsteiler)
- 1982: L’honneur d’un capitaine
- 1984: Geistertreffen um Mitternacht (Le Chant de Nœl)
- 1985: Quo Vadis?
- 1985: Tangos (Tangos, el exilio de Gardel)
- 1987: New York ist nicht Haiti (Haitian Corner)
- 1990: La Passion de Bernadette
- 1997: Marquise – Gefährliche Intrige (Marquise)
- 2005: Man muss mich nicht lieben (Je ne suis pas là pour être aimé)
- 2008: Public Enemy No. 1 – Todestrieb (Instinct de Mort)